# Unte Mungkur IV
Unte Mungkur IV is een bestuurslaag in het regentschap Tapanuli Tengah van de provincie Noord-Sumatra, Indonesië. Unte Mungkur IV telt 1634 inwoners (volkstelling 2010).